# Правила дорожнього руху
Пра́вила доро́жнього ру́ху (скорочено: ПДР) — перелік правил, що регулюють обов'язки водіїв транспортних засобів та пішоходів, а також технічні вимоги, визначені до транспортних засобів для забезпечення безпеки дорожнього руху.

## В Україні
Відповідно до Закону України «Про дорожній рух» правила дорожнього руху установлюють єдиний порядок дорожнього руху на всій території України. Інші нормативні акти, що стосуються особливостей дорожнього руху (перевезення спеціальних вантажів, експлуатація транспортних засобів окремих видів, рух на закритій території тощо), повинні ґрунтуватися на вимогах цих правил.
В Україні правила дорожнього руху регулюються постановою Кабінету Міністрів України від 10 жовтня 2001 р. № 1306 "Про Правила дорожнього руху"

## В світі
Кожна країна приймає свої закони про дорожній рух. У багатьох країнах, зокрема і Україні правила узгоджуються з Віденською конвенцією про дорожній рух.

Країни що беруть участь у Віденській конвенції про дорожній рух:
Підписано і ратифіковано
Приєдналися або успадкували
Дотримуються угоди як недержавна сторона
Вилучена
Не підписали
Не можуть підписати